# Centroscymnus plunketi
Centroscymnus plunketi — акула з роду Оксамитова акула родини Полярні акули.

## Опис
Загальна довжина досягає 1,7 м. Спостерігається статевий диморфізм: самиці більше за самців. Чим нижче глибина, тим більше особини зустрічаються. Голова середнього розміру. Очі доволі великі. За ними розташовані бризкальця. Морда коротка. Рот широкий. Губи не дуже товсті та м'ясисті, що відрізняє від інших полярних акул. Верхні губні борозни короткі. На верхній щелепі зуби з 1 верхівкою. На нижній щелепі — сильно нахилені до кутів рота трикутними верхівками. У неї 5 пар коротких зябрових щілин. Тулуб кремезний, різко звужується від грудних плавців до голови. Шкіряна луска помірно велика з потрійними верхівками та поздовжними гребенями. Має 2 спинних плавця однакового розміру. Шипи на цих плавцях невеликі, слабко виступають зі шкіри назовні. Анальний плавець відсутній. Хвостовий плавець гетероцеркальний.
Забарвлення однотонне, сіро-чорно-коричневе.

## Спосіб життя
Тримається на глибинах від 200 до 1500 м, зазвичай — 500—700 м. Доволі активний хижак, полює біля дна (бентофаг). Живиться головоногими молюсками та костистою рибою.
Статева зрілість настає при розмірі 1,29 м. Це яйцеживородна акула. Самиця народжує до 36 дитинчат завдовжки 32-36 см.
Спіймані акули використовуються для виробництва рибного борошна, а з печені, багатої на сквален, виробляють жир.

## Розповсюдження
Мешкає біля берегів Нової Зеландії, у південно-східній акваторії Австралії, узбережжя ПАР й Мозамбіку.